# Bataille de Greenspring Farm
Guerre d'indépendance des États-Unis
La bataille de Greenspring Farm est une bataille de la guerre d'indépendance des États-Unis qui s'est déroulée le 6 juillet 1781 près de la plantation de Green Spring, dans le comté de James City en Virginie. Conduisant les forces avancées du Marquis de La Fayette, le brigadier-général américain Anthony Wayne est pris en embuscade à proximité de la plantation par l'armée britannique de Charles Cornwallis dans ce qui est la dernière grande bataille terrestre de la campagne de Virginie précédant le siège de Yorktown.